# Rajko Lekic
Rajko Lekic (Radivoje Lekić, født 3. juli 1981) er en tidligere dansk professionel fodboldspiller, der senest spillede i FC Roskilde.
Tidligere har han spillet hos blandt andet OB, Esbjerg, Silkeborg, og New England Revolution. Hans primære position på banen er i angrebet. Han er af montenegrinsk afstamning, men har boet i Danmark hele sit liv, født og opvokset i Ballerup ved København, og blev dansk statsborger 6. juli 1999.

## Spillerkarriere
Han begyndte sin professionelle karriere i B.93, hvor han dog kun opnåede at spille en enkelt 1. seniorkamp (foråret 1999 i Superligaen) og uden af score nogen mål før han blev løst fra sin kontrakt fra 1. divisionsklubben.
I sommeren 2001 skiftede han derfor til Boldklubben Avarta i Danmarksserien, hvor han nåede at spille 15 kampe på et halvt år og blive efterårets topscorer i Danmarksserien med 16 mål før han skrev under på en fuldtidskontrakt med 1. divisionsklubben Herfølge Boldklub gældende fra den 7. januar 2002. Efter afslutningen på efterårssæsonen var Rajko dog først til prøvetræning i blandt andre engelske West Ham United FC og Chelsea F.C. uden at det udmøntede sig i et kontraktudspil. I foråret 2002 scorede han ni gange i 13 kampe for Herfølge Boldklub, men i efteråret gik det knap så godt, så i foråret 2003 skiftede han til 2. divisionsklubben Boldklubben Fremad Amager og var med til at hjælpe klubben til oprykning til 1. division.
Fremad Amager valgte dog ikke at forlænge hans kontrakt, så han kunne skifte transferfrit til divisionskollegaerne fra Silkeborg IF efter en prøveperiode i sommeren 2003. Her fortsatte hans gode scoringsstatistik; han debuterede med et hattrick i sæsonpremieren mod B 1913 og blev efterfølgende suveræn topscorer i Viasat Sport Divisionen 2003/2004 med i alt 26 mål (i 30 kampe til trods for en lille scoringskrise i vintermånederne) og blev med sin indsats i efteråret kåret til Årets Profil i 1. division 2003 af Spillerforeningen. Hans indsats var medvirkende til at Silkeborg IF rykkede op i Superligaen. Lekic har som den eneste i Silkeborg IFs historie formået at score tre hattrick. Mod B 1913 i 1. division den 3. august 2003, hvor Silkeborg IF vandt 6-0 – mod Herfølge Boldklub i DBUs landspokalturnering den 24. september 2003, hvor Silkeborg IF vandt 4-2 – og mod Brønshøj Boldklub i 1. division den 12. maj 2004, hvor Silkeborg IF vandt 6-0.
Hans høje scoringsprocenter tiltrak endnu engang opmærksomhed fra udlandet og Silkeborg solgte ham for tre millioner kr. til den spanske 2. divisionsklub Xerez CD i slutningen af august 2004. Efter to skadesplagede sæsoner i spansk fodbold, som blandt andet blev spoleret af en genstridig skade i albuen, vendte han i sommeren 2006 tilbage til Danmark og skrev en 2-årig kontrakt med Odense Boldklub kort før transfervinduet lukkede. Det til trods for at han dumpede ved den første obligatoriske lægeundersøgelse, da en ekstra scanning af hans knæ viste en risiko, som klubben ikke var villig til at tage.
En fornyet økonomisk aftale med hans spanske klub og en række efterfølgende træningspas og en reserveholdskamp overbeviste dog klubbens ledelse. Han debuterede for OB den 10. september 2006 hjemme mod Viborg FF og scorede senere sit første (og andet) mål i en UEFA Cup kamp mod Heerenveen SC (Holland).
Grundet nogle disciplinære problemer med klubben blev han den 18. februar 2007 udlejet til den ungarske fodboldklub Zalaegerszegi TE FC frem til nytår. ZTE FC endte den sæson på en samlet tredjeplads i den bedste ungarske liga og han havde et succesfuldt lejemål. Da han blev solgt til Esbjerg fB i sommeren 2007, blev angriberens lejemål dog ophævet før tid.
Fra sommeren 2008 var Rajko udlejet til Silkeborg IF, der pr. 1. januar 2009 udnyttede en købsklausul og frikøbte ham. Her var han tilknyttet frem til 9. april 2011, hvor han skiftede til New England Revolution i den amerikanske Major League Soccer.
Herefter spillede han en periode i Lyngby BK, men fik ophævet sin kontrakt i sommeren 2012 efter at klubben var rykket ud af Superligaen. Herefter indgik han en halvårig aftale med 2. divisionsklubben FC Roskilde, hvor han spillede i efteråret 2012.
I sommerpausen 2014 stoppede Lekic sin karriere.

## Landshold
Lekic fik debut på det danske A-Landshold da han blev skiftet ind i en kamp mod Østrig i 2010. 